# Turrivalignani
Turrivalignani község (comune) Olaszország Abruzzo régiójában, Pescara megyében.

## Fekvése
A megye központi részén fekszik. Határai: Alanno, Lettomanoppello, Manoppello és Scafa.

## Története
Első említése a 9. századból származik. A következő századokban nemesi birtok volt. Önálló községgé a 19. század elején vált, amikor a Nápolyi Királyságban felszámolták a feudalizmust.  

## Népessége
A népesség számának alakulása:

## Főbb látnivalói
- Santi Giovanni Evangelista e Vincenzo Martire-templom